# دار الرياضة
ملعب دار الرياضة بأم درمان تعد من اقدم ملاعب كرة القدم في السودان تم افتتاحه عام 1935 بواسطة الإدارة البريطانية حيث قامت بتخصيصه كملعب كرة قدم لجيشها إبان فترة السودان الإنجليزي المصري.

## تاريخ
يعود تاريخ دار الرياصة إلى الفترة (1885-1898) في فترة حكم الدولة المهدية عندما كان المقر الخاص لبيت مال دولة الخليفة،  (عبد الله التعايشي خليفة المهدي) بعد نهاية حكم الدولة المهدية قامت الإدارة البريطانيه تخصيصة كملعب كرة قدم لجيوشها ومع مرور الوقت تطور الي ميدان واستاد وبات يشهد اغلب الفعاليات، سميت الدار في عام (1933) ولذلك تعد من اعرق الملاعب.

## أحداث
استضاف الملعب عدد من الأندية الأوروبية التي خاضت مباريات مع فريقي القمة ومنها نادي ليفر بول الإنجليزي وسبارتك التشيكي والهونفيد المجري. وذكر ان دخل المباريات اليومية يتم توزيعه علي الفرق المنافسة ويتم تخصيص مبلغ ضئيل لتسير أعمال الدار.
شهدت نشاطات قومية واجتماعية كثيرة ومن أكبر الأحداث القومية التي شهدتها الدار تخرج الدفعة العاشرة من الكلية الحربية سنة 1958م،  الاتحاد النسائي أقام عدة حفلات ومناسبات في الدار حتى الفرق الكبرى كا نادي الهلال ونادي   المريخ ل كانت تشارك في هذه المناسبات. والقصد منها الدعم المالي للمنظمات.
يُذكر أن الملعب استضاف أول مباراة دولية لمنتخب السودان لكرة القدم في مايو 1956 وواجه حينها منتخب إثيوبيا وفاز عليه بنتيجة 5-1.

## الوضع الراهن
تستضيف حالياً مباريات الدرجة الاولي والثانية، وظلت جماهير الدار من المكونات الاساسية في الدار، وتتبع الدار  إلى وزارة السياحة والآثار التي بدورها تقوم بأعمال الصيانة باعتبار الدار من المباني الاثرية.